# Miren Zabaleta Telleria
Miren Zabaleta Telleria (Pamplona, 26 d'octubre de 1981) és una política d'ideologia independentista basca, actual secretària general i portaveu de Sortu a Navarra.
És filla del polític i exsecretari general d'Aralar Patxi Zabaleta. Es va llicenciar en Dret l'any 2004 i després va estudiar Filosofia i Lletres a la Universitat Pública de Navarra, amb menció en estudis de violència de gènere i mediació penal. Mentre estava a la universitat va ser portaveu d'Ikasle Abertzaleak. Com a advocada va ingressar al Col·legi d'Advocats de Navarra el 28 de maig de 2007.
Va ser detinguda el 13 d'octubre de 2008 acusada d'intentar reconstruir el partit il·legalitzat Batasuna juntament amb altres referents de l'esquerra abertzale i va ser condemnada pel cas Bateragune a sis anys de presó pel delicte d'integració en organització terrorista. Va sortir de la presó de Valladolid l'11 d'octubre de 2015. El 6 de novembre de 2018 el Tribunal Europeu de Drets Humans va dictaminar que el judici pel qual va ser condemnada no havia estat just per la falta d'imparcialitat de la magistrada que presidia el tribunal. Actualment és la coordinadora general i portaveu de Sortu a Navarra.